# Laura Ikauniece
Laura Ikauniece (zeitweise Laura Ikauniece-Admidiņa; * 31. Mai 1992 in Ventspils) ist eine lettische Leichtathletin, die sich auf den Siebenkampf spezialisiert.

## Sportliche Laufbahn
Ikauniece machte international erstmals auf sich aufmerksam, als sie hinter Katarina Johnson-Thompson bei den Jugendweltmeisterschaften 2009 in Brixen die Silbermedaille gewann. Außerdem wurde sie beim Europäischen Olympischen Sommer-Jugendfestival 2009 in Tampere Dritte im Hochsprung und Vierte im Weitsprung. Bei den Juniorenweltmeisterschaften 2010 in Moncton erreichte sie den sechsten Platz und bei den Junioreneuropameisterschaften 2011 in Tallinn gewann sie hinter Dafne Schippers und Sara Gambetta Bronze.
2012 startete sie in der Aktiven-Klasse und gewann auf Anhieb bei den Europameisterschaften 2012 in Helsinki mit 6335 Punkten hinter Antoinette Nana Djimou Ida und Ljudmyla Jossypenko die Bronzemedaille. Nachdem Jossypenko wegen Dopings disqualifiziert wurde, bekam sie nachträglich den Silberrang zugesprochen. Bei den Olympischen Spielen in London erzielte sie mit 6414 Punkten einen neuen lettischen Landesrekord und landete auf dem neunten Platz, der durch die Annullierung von Jossypenkos Ergebnis später auf Rang acht korrigiert wurde. 2013 nahm sie an den Halleneuropameisterschaften in Göteborg teil, bei denen sie Zehnte wurde. Bei der Sommer-Universiade in Kasan gewann sie mit 6321 Punkten hinter Tatjana Tschernowa die Silbermedaille. Später wurde Tschernowa ihre Medaille aberkannt und Ikauniece zugeschrieben. In Moskau wurde sie bei den Weltmeisterschaften Elfte.
Im August 2014 kam Ikauniece mit 6310 Punkten bei den Europameisterschaften in Zürich auf den sechsten Platz. Anfang Juli 2015 verbesserte sie in der Second League des Europacups der Mehrkämpfer ihren Landesrekord auf 6470 Punkte. Ende August steigerte sie sich bei den Weltmeisterschaften 2015 in Peking noch einmal auf nun 6516 Punkte und gewann damit hinter Jessica Ennis-Hill und Brianne Theisen-Eaton die Bronzemedaille. Am Ende der Saison gewann sie mit 19.422 Punkten die IAAF World Combined Events Challenge.
2016 startete die WM-Dritte von Peking die Saison beim Mehrkampfmeeting in Götzis am 28./29. Mai 2016. Dort erzielte sie drei neue persönliche Bestleistungen und verbesserte somit ihren eigenen Landesrekord um 106 Punkte auf 6622 Zähler und belegte den zweiten Rang hinter der Siegerin und Vizeweltmeisterin Brianne Theisen-Eaton. Zur Vorbereitung auf die Olympischen Spiele nahm sie an den Europameisterschaften in Amsterdam im 100-Meter-Hürdenlauf teil, schied dort aber bereits in der Qualifikation aus. Bei den Olympischen Spielen in Rio de Janeiro belegte sie mit 6617 Punkten den vierten Platz. Beim Hypomeeting 2017 verbesserte sie ihren eigenen Rekord um mehr als 100 Punkte und rangiert mit ihren 6815 Punkten auf Rang 17 der ewigen Bestenliste (Stand: Mai 2017).
Nach einer Verletzung während der Weltmeisterschaften 2017 in London musste Ikauniece ein Jahr pausieren und verpasste so beinahe die gesamte Saison 2018. 2019 nahm sie an den Halleneuropameisterschaften in Glasgow teil und belegte dort mit neuem Lettischen Rekord von 4702 Punkten den fünften Platz im Hallenfünfkampf.
2009 wurde Ikauniece Lettische Meisterin im 200-Meter-Lauf und 2010 im 100-Meter-Hürdenlauf sowie im Hochsprung, während sie sich 2013 den Meistertitel im 100-Meter-Lauf sicherte. In der Halle sicherte sie sich 2010, 2014 und 2019 die Meistertitel im 60-Meter-Hürdenlauf und 2014 auch im 60-Meter-Lauf und 2019 im Hochsprung.

## Persönliches
Laura Ikauniece wurde in eine sportliche Familie geboren. Ihre Mutter Vineta Ikauniece war Sprinterin, stellte die lettischen Rekorde über 100, 200 und 400 Meter auf und verpasste in den 1980er Jahren nur knapp die Teilnahme an den Olympischen Spielen; ihr Vater Aivars Ikaunieks war lettischer Meister und hält die viertbeste lettische Zeit über 110 Meter Hürden.
Im Juli 2014 heiratete Laura Ikauniece den Physiotherapeuten Rolands Admidiņš und nahm den Namen Ikauniece-Admidiņa an. Mitte Januar 2019 gab sie bekannt, künftig von ihrem Ehemann getrennte Wege zu gehen, und startet seitdem wieder unter ihrem Geburtsnamen Ikauniece.

## Auszeichnungen
- Lettische Sportlerin des Jahres: 2015, 2016

## Persönliche Bestleistungen
- 100 Meter: 11,78 s (−1,0 m/s), 2. Juli 2016 in Valmiera
  - 60 Meter (Halle): 7,58 s, 16. Januar 2016 in Kuldīga
- 200 Meter: 23,49 s (−2,9 m/s), 27. Mai 2017 in Götzis
- 100 m Hürden: 13,07 s (+0,5 m/s), 28. Mai 2016, Götzis
  - 60 m Hürden (Halle): 8,29 s, 1. März 2019 in Glasgow
- Hochsprung: 1,84 m, 2. August 2014, Ogre
- Siebenkampf: 6815 Punkte, 27./28. Mai 2017 in Götzis (lettischer Rekord)
  - Fünfkampf (Halle): 4702 Punkte, 1. März 2019 in Glasgow (lettischer Rekord)